# Šešče pri Preboldu
Šešče pri Preboldu is een plaats in Slovenië en maakt deel uit van de gemeente Prebold in de NUTS-3-regio Savinjska. De plaats telde 461 inwoners op 1 januari 2020.